# Know No Better
Know No Better è un singolo del gruppo musicale statunitense Major Lazer, pubblicato il 1º giugno 2017 come primo estratto dal quarto EP omonimo.

## Descrizione
Prima traccia dell'EP, Know No Better, che vede la partecipazione della cantante statunitense Camila Cabello e dei rapper statunitensi Travis Scott e Quavo, è un brano dance suonato in chiave di Sol minore a tempo di centodiciannove battiti al minuto.

## Video musicale
Il video musicale è stato reso disponibile il 11 luglio 2017 e mostra la fase adolescenziale di un ragazzo, che sogna di diventare un ballerino dei Major Lazer.

## Tracce
Testi e musiche di Thomas Wesley Pentz, Henry Allen, Brittany Hazzard, Quavious Marshall, Camila Cabello e Jacques Webster.
Download digitale
1. Know No Better (feat. Travis Scott, Camila Cabello & Quavo) – 3:45

Download digitale – Bad Bunny Remix
1. Know No Better (feat. Travis Scott, Camila Cabello & Quavo) (Bad Bunny Remix) – 3:37

Download digitale – Afrojack Remix
1. Know No Better (feat. Travis Scott, Camila Cabello & Quavo) (Afrojack Remix) – 4:10

Download digitale – Remixes
1. Know No Better (feat. Travis Scott, Camila Cabello & Quavo) (Bad Bunny Remix) – 3:37
2. Know No Better (feat. Travis Scott, Camila Cabello & Quavo) (Doobius Remix) – 3:15
3. Know No Better (feat. Travis Scott, Camila Cabello & Quavo) (BROHUG Remix) – 3:43
4. Know No Better (feat. Travis Scott, Camila Cabello & Quavo) (SLANDER Remix) – 3:58
5. Know No Better (feat. Travis Scott, Camila Cabello & Quavo) (Laibert Remix) – 3:44
6. Know No Better (feat. Travis Scott, Camila Cabello & Quavo) (DJ Zinc Remix) – 4:32
7. Know No Better (feat. Travis Scott, Camila Cabello & Quavo) (La Fuente Remix) – 4:01
8. Know No Better (feat. Travis Scott, Camila Cabello & Quavo) (Super Cruel Remix) – 3:39

## Formazione
Musicisti
- Travis Scott – voce
- Camila Cabello – voce
- Quavo – voce
- Diplo – strumentazione
- King Henry – strumentazione
- Jr Blender – strumentazione

Produzione
- Diplo – produzione
- King Henry – produzione
- Jr Blender – produzione aggiuntiva
- Șerban Ghenea – missaggio
- John Hanes – assistenza al missaggio
- Mike Bell – mastering

## Classifiche

### Classifiche settimanali
| Classifica (2017) | Posizione massima |
| ----------------- | ----------------- |
| Australia         | 34                |
| Austria           | 45                |
| Belgio (Fiandre)  | 37                |
| Belgio (Vallonia) | 43                |
| Canada            | 30                |
| Danimarca         | 21                |
| Filippine         | 45                |
| Francia           | 26                |
| Germania          | 40                |
| Irlanda           | 19                |
| Italia            | 47                |
| Nuova Zelanda     | 28                |
| Paesi Bassi       | 27                |
| Polonia           | 30                |
| Portogallo        | 28                |
| Regno Unito       | 15                |
| Repubblica Ceca   | 25                |
| Slovacchia        | 19                |
| Spagna            | 50                |
| Stati Uniti       | 87                |
| Svezia            | 30                |
| Svizzera          | 30                |
| Ungheria          | 20                |

### Classifiche di fine anno
| Classifica (2017) | Posizione |
| ----------------- | --------- |
| Belgio (Fiandre)  | 100       |
| Canada            | 100       |
| Paesi Bassi       | 96        |
| Ungheria          | 88        |